# Portunus (Portunus) hastatus
Portunus (Portunus) hastatus is een krabbensoort uit de familie Portunidae. De wetenschappelijke naam is gepubliceerd in 1767 door Linnaeus.